# Metropolia Malabo
Metropolia Malabo – jedyna metropolia kościoła rzymskokatolickiego w Gwinei Równikowej, obejmująca obszar całego kraju. Została ustanowiona 15 października 1982.

## Diecezje
- Archidiecezja Malabo
  - Diecezja Bata
  - Diecezja Ebebiyin
  - Diecezja Evinayong
  - Diecezja Mongomo

## Metropolici
- Rafael María Nze Abuy (1985-1991)
- Ildefonso Obama Obono (1991-2015)
- Juan Nsue Edjang Mayé (od 2015)